# Murong Wei
Murong Wei, imię publiczne: Jingmao, chiń. 景茂 (ur. ok. 350, zm. ok. 385) – ostatni cesarz Wcześniejszego Yan, panujący od lutego 360 do 370.

## Panowanie

### Regencja Murong Ke
Był trzecim synem Murong Juna (348-360) i drugim synem z jego związku z cesarzową Kezuhun. Jego starszy brat Murong Ye zmarł w sierpniu 356 i w tej sytuacji w marcu 357 Murong Jun wyznaczył na następcę tronu Murong Weia. Przed swoją śmiercią Murong Jun powierzył 11-letniego Murong Weia opiece jego wuja, Murong Ke, który objął regencję po przejęciu tronu przez małoletniego władcę.
Murong Ke już wcześniej odgrywał ważną rolę w państwie Murong i jego regencja zapewniła Yan tak potrzebne w ówczesnej sytuacji poczucie ciągłości i stabilności. Począwszy od 362 armie Yan przedsięwzięły serię ataków na terytoria cesarstwa Jin, których uwieńczeniem było zdobycie w 365 Luoyangu, dawnej stolicy Hanów. Po tym sukcesie dalsza ofensywa Yan w kierunku południowym zatrzymała się, ponieważ wskutek powodzi i susz w państwie nastał głód, który trwał około półtora roku. W lipcu 367 Murong Ke zmarł i regencję po nim przejął dotychczasowy wiceregent, Murong Ping.

### Regencja Murong Pinga
Za rządów Murong Pinga zaczęła szerzyć się korupcja i pojawiły się oznaki utraty bazy podatkowej przez państwo, w sytuacji kiedy zwolnieni z podatków możni zaczęli tworzyć majątki ziemskie przekraczające swą wielkością dopuszczalny prawem limit, zachęcając przy tym chłopów by oddali się w ich opiekę, co miało tym ostatnim pozwolić na uwolnienie się od płacenia podatków kosztem wyraźnie mniejszego obciążenia na rzecz swojego pana. Diuk (公, gong) Guangxin, Yue Wan, za zgodą cesarza próbował przeciwdziałać temu stanowi rzeczy, pilnując przestrzegania obowiązującego prawa. Miał on doprowadzić do powrotu do rejestru podatników dwustu tysięcy rodzin, był jednak poważnie chory, i zmarł z wycieńczenia. Dwór był pełen resentymentu wobec jego osoby i Księga Jin podaje że prawdziwą przyczyną jego śmierci było zabójstwo dokonane na zlecenie Murong Pinga. Ważną rolę na dworze odgrywała również cesarzowa wdowa Kezuhun, która w 369 doprowadziła do tego, że Murong Wei wziął za cesarzową córkę jej kuzyna.
Późną wiosną 369 Huan Wen, faktycznie kontrolujący rząd cesarstwa Jin, wyruszył z wielką wyprawą przeciwko Yan, "wysyłając pięćdziesiąt tysięcy ludzi wzdłuż rzeki Huai i jej dopływów a nawet wykopując kanał północ-południe by zapewnić swoim oddziałom zaopatrzenie na łodziach". Murong Wei wysłał przeciwko Huan Wenowi armię pod wodzą Murong Li, ten jednak poniósł klęskę. Siły Yan okazały się niezdolne do zatrzymania wojsk Huan Wena i ten dotarł aż do Fangtou (dzis. Hebi), ok. 100 km od stołecznego Ye. W akcie desperacji wezwano na pomoc Wcześniejsze Qin, zaś spanikowani Murong Wei i Murong Ping chcieli uciekać do Longcheng (dzis. Chaoyang). Zimnej krwi nie stracił jedynie Murong Chui, który poprosił o oddanie mu dowództwa nad armią, argumentując, że na ucieczkę będzie czas również jeśli poniesie porażkę.
Pomimo postępów, Huan Wen borykał się z własnymi problemami, ponieważ lato okazało się suche i stan rzek niski, sprawiając iż dostarczanie zaopatrzenia drogą wodną stało się niemożliwe. Ryzykując wszystko, byle jego ofensywa dotarła jak najdalej, Huan Wen znalazł się głęboko na terytorium nieprzyjaciela, podczas gdy zaczęło brakować mu zapasów. W tej sytuacji spalił on łodzie i tabor oraz zarządził pieszy odwrót na południe, podczas którego był nękany przez oddziały Yan i Qin. Murong Chui wraz z Murong De zaatakowali wycofujące się wojska Jin pod Xiangyi (dzis. Suixian, prefektura Shangqiu) i mieli wówczas zabić ponad trzydzieści tysięcy ludzi.
Po odparciu inwazji Huan Wena Murong Ping obawiał się utraty swojej pozycji na rzecz okrytego wojenną sławą Murong Chui. Wspólnie z cesarzową wdową Kezuhun Murong Ping zmierzał do dokonania egzekucji Murong Chui pod byle pretekstem, ten jednak dowiedział się o skierowanym przeciwko niemu spisku i uciekł na dwór Fu Jiana (357-385) z Wcześniejszego Qin. Dla tego ostatniego pojawienie się Murong Chui, potraktowanego przez niego nader łaskawie, było kolejną oznaką wewnętrznej słabości państwa Yan, które właśnie utraciło swojego najlepszego dowódcę. Po pokonaniu Huan Wena Murong nie oddali Wcześniejszemu Qin terenów na zachodzie, które wcześniej obiecali w zamian za przysłanie posiłków i Fu Jian potraktował to jako wygodny pretekst do rozpoczęcia wojny.
Na początku 370 armia Qin pod wodzą Wang Menga wyruszyła przeciwko Luoyangowi, który został zdobyty po krótkim oblężeniu. W czerwcu tego roku Wang Meng wyruszył w kierunku przełęczy Hu (w pobliżu dzis. Changzhi) i wkrótce zaczęły mu się poddawać kolejne terytoria Yan. Murong Ping podobno zmobilizował trzystutysięczną armię, miał jednak pobierać od swoich żołnierzy opłaty nawet za możliwość picia wody ze strumieni i polowania, tak że morale jego sił szybko stało się niezwykle niskie. W listopadzie 370 Wang Meng bez większego trudu pokonał kilkukrotnie większą armię Yan, po czym po krótkiej walce zajął Ye. Na nowo zajętych terenach jego zdyscyplinowane wojska natychmiast zaprowadzały porządek, tak że ludzie mieli mówić iż powróciły czasy Murong Ke. W grudniu 370 Fu Jian uroczyście wkroczył do Ye, podczas gdy Murong Wei i Murong Ping zostali ujęci podczas ucieczki. Był to koniec istnienia państwa Yan.

## Na dworze Qin
Fu Jian przeniósł Murong Weia wraz z czterdziestoma tysiącami Xianbei do swojej stolicy, Chang’anu. Murong Wei otrzymał tytuł markiza (侯, hou) i żył jako zakładnik na dworze Fu Jiana aż do 385, kiedy to jego brat Murong Chong wszczął powstanie przeciwko Qin. Murong Wei zmierzał do przyłączenia się do rebelii, wieść o tym dotarła jednak do Fu Jiana, który dokonał egzekucji na dawnym cesarzu i ponad tysiącu jego rodaków. Kiedy jego wuj Murong De (399-405/406) ogłosił się cesarzem Południowego Yan nadał Murong Weiowi imię pośmiertne cesarza You.